# Ivey (Geórgia)
Ivey é uma cidade  localizada no estado americano de Geórgia, no Condado de Wilkinson.

## Demografia
Segundo o censo americano de 2000, a sua população era de 1100 habitantes.
Em 2006, foi estimada uma população de 1071, um decréscimo de 29 (-2.6%).

## Geografia
De acordo com o United States Census Bureau tem uma área de 7,7 km², dos quais 6,6 km² cobertos por terra e 1,1 km² cobertos por água.

## Localidades na vizinhança
O diagrama seguinte representa as localidades num raio de 24 km ao redor de Ivey.